# Eskimorolle
Die Eskimorolle (auch Kenterrolle) ist eine Methode, um ein gekentertes Kajak oder manche Kanadier schnell und ohne aussteigen zu müssen wieder aufzurichten. Die Ausübung dieser Methode wird Rollen oder auch Eskimotieren genannt.

Erfrischungsrolle

## Grundtechnik
Das Paddel wird parallel zum kieloben liegenden Kajak gelegt, das vordere Paddelblatt flach auf der Wasseroberfläche liegend. Dann wird dieses Blatt in einem ausholenden Bogen nach außen geführt. Durch diese Bewegung erhält das Paddel durch etwas Anstellwinkel Auftrieb, nimmt also Stützkraft auf. Während dieser Bewegung wird das Boot(sdeck) aus der Hüfte (per Hüftknick, um seine Längsachse) nach oben gedreht. Dadurch wird schon der Schwerpunkt der Hüfte angehoben. Während am langen Hebel Arm und bewegtes Paddelblatt noch stützen, werden in einer Art fortschreitender Welle nach der Hüfte auch noch Oberkörper und Arme aus dem Wasser gehoben.
In abgewandelter Form, jedoch immer mit Beginn der Bootsdrehung, sind noch die Rückwärtsrolle (hinteres Paddelblatt wird verwendet), Kurze Rolle (ohne Bogen), Lange Rolle (Paddel am Paddelblatt gehalten vom Boot weggestreckt), Handrolle (ohne Paddel) und andere Varianten möglich. Im Kanusport, konkret für die Rolle beim Kanadier, bei welchem lediglich einseitig per Stechpaddel gepaddelt wird, wurde in den 80'ern von Peter Ningelgen für das Fahren mit Kanadiern die Rückwärtsrolle erfunden. Hintergrund war, dass beim Befahren von Wildwasserflüssen bzw. bei Rennveranstaltungen an manchen Stellen das Aufkentern nur zu einer Seite hin möglich oder sinnvoll war.
Wird das Paddel auf der anderen Seite geführt, wurde früher unter Wasser umgegriffen, was Geschick und Zeit benötigte und oft zum Verlust des Paddels führte.
Mit der Reverse-Technik war dieses Problem behoben.
Auch Kanadier bestimmter Bauform, insbesondere die geschlossenen und Wildwasser-Kanadier, lassen sich per Eskimorolle aufrichten. Mit offenen Kanadiern ist dies in der Regel nicht möglich, da diese beim Kentern voll Wasser schlagen. Geübte Kanuten können jedoch mit geschicktem Vorgehen auch auf offenen Gewässern vollgelaufene Boote vom Wasser entleeren und auch das Kanu weiter verwenden.

## Formen der Eskimorolle
Es gibt die unterschiedlichsten Methoden, um ein Kajak aufzurichten, und meist kommen in der Praxis Mischformen verschiedener Methoden zur Anwendung, abhängig von der Lage des Paddlers zur Strömung, der Strömungsform, der Paddelstellung beim Kentern usw. Dennoch lassen sich einige technische Reinformen unterscheiden.

### Rolle in Vorlage

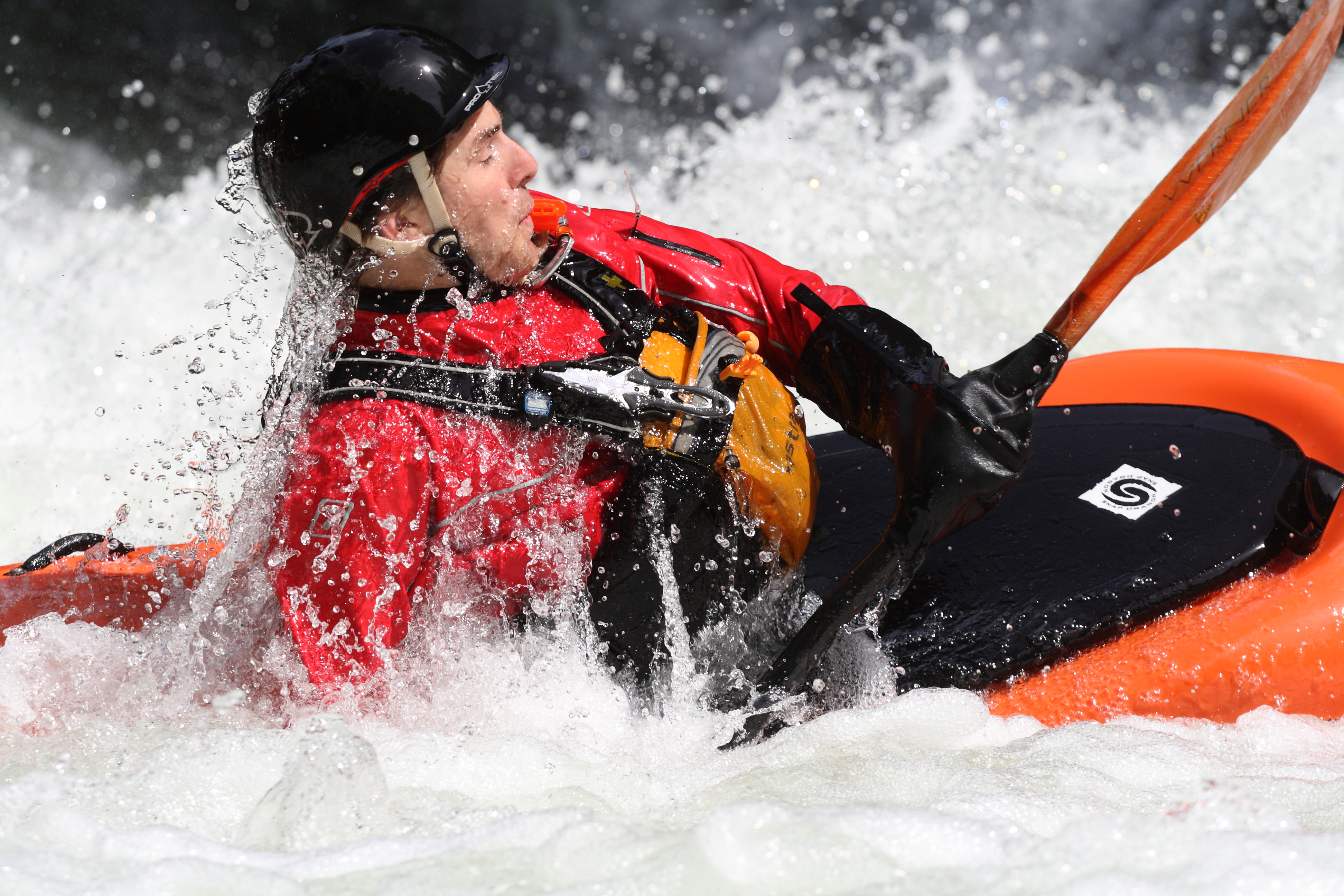
Ende der Bogenschlagrolle: Der Kanute kommt aus der Rückenlage nach vorn.

Die Rolle in Vorlage ist eine moderne Rolle, bei der der Oberkörper während der gesamten Bewegung in bestmöglicher Vorlage bleibt. Dabei wird zuerst das Paddelblatt aus der Ausgangsposition, bei der das Paddel parallel zum Kajak (also der Bootslängsachse) auf der Wasseroberfläche liegt, auf 90° zur Bootslängsachse bewegt. Bei diesem Bogen des Paddelblattes auf der Wasseroberfläche soll das Paddelblatt nicht absinken aber auch nicht unbedingt Auftrieb erzeugen (vergleiche Bogenschlagrolle). Aus dieser optimalen 90°-Position mit dem größtmöglichen Hebel startet die eigentliche Rollbewegung, indem nun das Kajak mit der Hüfte aufgerollt wird, ganz zum Schluss gleitet der Oberkörper, zuletzt dann der Kopf, immer noch in bestmöglicher Körpervorlage, aus dem Wasser. Noch immer sind Rollen, bei denen der Oberkörper nach hinten bewegt oder geworfen wird, weit verbreitet (z. B. die Bogenschlagrolle). Die eindeutig bessere Variante ist die Rolle nach vorne, weil einerseits ein richtiger Hüftschwung nur bei aufrechtem vorgebeugtem Oberkörper möglich ist. Andererseits ist die Verletzungsgefahr geringer, da man während der gesamten Unterwasserphase den Aktionsarm schützend vor dem Kopf hält, weniger Tiefgang hat und nicht das Gesicht und den Hals eventuellen Hindernissen entgegenstreckt, sondern allenfalls Hinterkopf (Helm) und Rücken. Drittens ist man nach misslungenen Rollversuchen wesentlich fixer wieder in der Ausgangsposition für einen neuen Versuch. Und letztendlich ist derjenige, der seine Rolle in Oberkörpervorlage beendet, schneller wieder in Paddelposition als derjenige, der Paddel und Oberkörper erst mal wieder von hinten nach vorne bringen muss.

### Bogenschlagrolle
Die Bogenschlagrolle ist eine Rolle mit Oberkörperbewegung nach hinten. Dabei wird die Aufrichtkraft durch einen Bogenschlag über 180° erzeugt, wobei der Oberkörper dem Paddelblatt nach hinten folgt. Diese Rolle gilt zwar als leicht zu erlernen, hat jedoch den Nachteil, dass sie in einer ungünstigen Stellung des Oberkörpers (Rückenlage) endet.

### Hangrolle
Bei der Hangrolle wird das Paddel in eine 90°-Position über die Wasseroberfläche gebracht, der Impuls erfolgt durch das Paddelblatt auf die Wasseroberfläche und das Kajak mit einem Hüftschwung aufgerichtet. Die Bewegung des Paddelblattes geht nicht nach unten, sondern bleibt an der Oberfläche. Diese Rolle gilt ebenfalls als leicht erlernbar, erfordert aber einen gewissen Grad an Beweglichkeit und eine saubere Paddelbewegung, um effektiv zu sein.

### Sweep Roll
Die Sweep Roll kombiniert Bogenschlag- und Hangrolle. Sie beginnt mit einer Bogenschlagbewegung, wobei bereits mit einer Aufrichtbewegung begonnen wird, und ändert ab der 90°-Position die Paddelbewegung nach unten. Damit kombiniert diese Form auch die Vorteile der Bogenschlag- und Hangrolle und ergibt eine schnelle Möglichkeit, um das Kajak aufzurichten.

### Rückwärtsrolle
Bei der Rückwärtsrolle wird das Paddel von hinten nach vorne gezogen, führt also einen Bogenschlag in umgekehrter Richtung aus. Wie bei der Sweep Roll wird dabei bereits mit der Aufrichtbewegung begonnen und, sobald die 90°-Position erreicht ist, folgt eine Paddelbewegung nach unten. Diese Form der Rolle eignet sich besonders, wenn man in Rückenlage kentert. Diese Form, auch Reverse-Rolle genannt, stellt die einzige Möglichkeit für Kanadierfahrer dar, um auf der „gegenüberliegenden“ Seite aufzumuntern, ohne unter Wasser das Stechpaddel umgreifen zu müssen.

### Steyr Roll
Die Steyr Roll ist die typische Rolle, um Kanadier-Boote aufzurichten. Sie kann mit einem Stechpaddel ausgeführt werden, ist aber auch mit einem Doppelpaddel als „Lange Rolle“ möglich. Dabei wird das Paddel an einem Ende gefasst und das andere Ende in der 90°-Position aus dem Wasser gehoben. Mit diesem Hebel wird das Boot, unterstützt durch eine Hüftbewegung, aufgerichtet.

### Handrolle
Die Handrolle ist eine Bezeichnung für jede Eskimorolle, die ohne Paddel ausgeführt wird. Dabei wird zu Beginn der Oberkörper zur Seite geschwungen und dann durch einen impulsiven Hüftschwung, bei gleichzeitigem Schlagen der Hände nach unten, das Kajak aufgerichtet. Die Handrolle kennt verschiedene Varianten, z. B. die Doppelschlag-Handrolle oder die Handrolle in Rückenlage, sowie Kombinationen, ähnlich den oben genannten Rollen mit Paddel.

## Ursprung

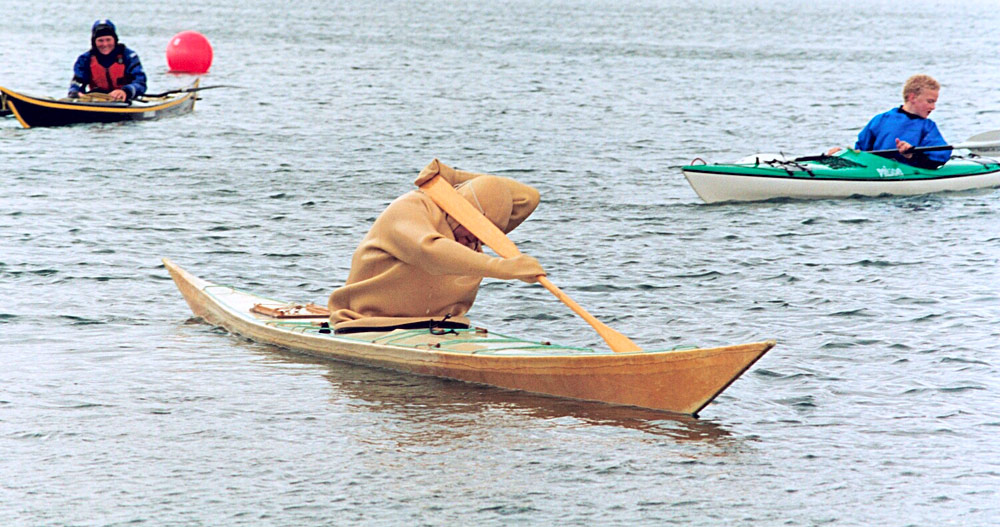
Ansetzen zur Grönlandrolle Siukkut tunusummillugu (Standardrolle mit Paddel hinter dem Kopf)

Die Eskimos konnten nicht schwimmen – vor allem wegen des lebensgefährlich kalten Eismeeres. Für sie war diese Technik nach einer Kenterung überlebenswichtig.
Die Eskimorolle war zwar aus den Expeditionsberichten von Fridtjof Nansen in Europa bekannt, doch gelang es erst am 30. Juli 1927 dem Österreicher Edi Hans Pawlata, die „Fähigkeit des Sichwiederaufrichtens“ zu erlernen. Er veröffentlichte 1928 ein Lehrbuch zur Eskimorolle mit dem Titel „Kipp, Kipp, Hurra! Im reinrassigen Kajak“, in dem er seine Technik beschreibt.
Die technische Ausgefeiltheit und Vielfalt der Kentermanöver der Eskimos ist weiterhin von den in Europa und den USA üblichen Techniken unerreicht. Für die Teilnahme an den Grönländischen Kajakmeisterschaften müssen ca. 30 verschiedene Kentermanöver beherrscht werden. Zur Vorbereitung auf die Kentermanöver in arktischen Gewässern wird als Trockenübung Seilgymnastik praktiziert, die in Grönland ebenfalls Bestandteil der nationalen Kajakmeisterschaften ist.